# 全國五州媽祖大會香
全國五州媽祖大會香，是台灣各地媽祖廟共同舉辦的會香遶境活動，在12月吉日舉行，日數不定。

## 歷史
全國五州媽祖大會香源起於日治時代大正9年（1920年）的行政區改正，當年全台媽祖廟慶祝州郡制的施行，舉行全台大會香。五州即台北州、新竹州、台中州、台南州、高雄州。2006年由屏東市慈鳳宮發起，舉行第二屆、也是戰後首度的五州媽祖大會香。2011年第三屆由屏東新園新惠宮主辦。

## 參加廟宇
2006年共12間廟宇參加，2011年共15間廟宇參加。

### 台北州
- 台北天后宮
- 台北松山慈祐宮
- 新北市新莊慈祐宮

### 新竹州
- 桃園慈護宮

### 台中州
- 台中萬春宮
- 台中南屯萬和宮

### 台南州
- 嘉義新港奉天宮
- 雲林北港朝天宮
- 台南大天后宮

### 高雄州
- 新園新惠宮
- 里港雙慈宮
- 屏東市慈鳳宮
- 萬丹萬惠宮
- 高雄市大港埔鼓壽宮
- 澎湖馬公天后宮